# Făt

Fetus de 5-6 luni

Fătul sau fetusul este un produs de concepție, ulterior etapei de embrion, mai exact, din momentul când începe a avea mișcării proprii și forme caracteristice speciei din care face parte și până în momentul în care se naște. 
În timpul stadiului de făt nu se generează organe sau țesuturi noi ci doar cresc și se dezvoltă cele deja existente din timpul stadiului de embrion.